# Буффало-Соапстоун
Буффало-Соапстоун (англ. Buffalo Soapstone) — статистически обособленная местность в боро Матануска-Суситна, штат Аляска, США. Входит в зону переписи населения Анкориджа. В 2010 году в местности проживало 855 человек.

## География
Буффало-Соапстоун находится на западном берегу реки Матануски в 80 километрах от Анкориджа. Через местность проходит шоссе Гленн. Буффало-Соапстоун окружён местностями Фишхук, Саттон-Альпин и Фарм-Луп.

## Население
По данным переписи 2010 года, население статистически обособленной местности составляло 855 человек (из них 52,2 % мужчин и 47,5 % женщин), 314 домашних хозяйств и 225 семей. Средняя плотность населения составляла около 14,62 человек на один квадратный километр. Расовый состав: белые — 84,1 %, афроамериканцы — 1,6 %, коренные американцы — 3,3 %, азиаты — 0,5 и представители двух и более рас — 9,9 %.
Из 314 домашних хозяйств в 35,4 % — воспитывали детей в возрасте до 18 лет, 58,0 % представляли собой совместно проживающие супружеские пары, в 7,3 % семей женщины проживали без мужей, 28,3 % не имели семей. Средний размер домашнего хозяйства составил 2,72 человек, а средний размер семьи — 3,24 человек.
Средний доход на одно домашнее хозяйство в статистически обособленной местности составил 74 107 доллара США, а средний доход на одну семью — 82 813 долларов. Уровень безработицы - 7,3 %.
Население статистически обособленной местности по возрастному диапазону по данным переписи 2010 года распределилось следующим образом: 29,5 % — жители младше 18 лет, 3 % — между 18 и 21 годами, 60 % — от 21 до 65 лет и 7,5 % — в возрасте 65 лет и старше.
Согласно переписи Американского сообщества (неофициальная перепись населения) в 2010-2014 годах в численности населения наблюдается следующие изменения:
|  |

В Буффало-Соапстоуне 29,95 % населения религиозно. 3,90% - Католики, 6,23% принадлежат Церкви Иисуса Христа Святых последних дней, 10,30% - другие Христианские направления.